# ИМП-2
ИМП-2 (аббр. от Индукционный Миноискатель Переносной) — советский общевойсковой миноискатель, предназначенный для поиска противотанковых и противопехотных мин, установленных в грунт, снег или в бродах. Разработан в 1970-е годы Научно-исследовательским институтом «Проект» города Томска, производится Томским заводом измерительной аппаратуры. Является усовершенствованной версией миноискателя ИМП. Широко применялся во время войны в Афганистане, используется в армии по сей день.

## Применение
ИМП-2 предназначен для обнаружения взрывоопасных предметов с металлическими или пластмассовыми корпусами, содержащими металлические детали. Миноискатель применяется как в мирное, так и в военное время для преодоления минно-взрывных заграждений, проделывания безопасных проходов в них и при сплошном разминировании местности. Относится к средствам обнаружения ВОП (взрывоопасный предмет), осуществляющих поиск по прямому признаку, то есть по наличию металлических деталей. Помимо мин может использоваться для поиска других металлических предметов.

## Комплектующие, принцип действия
Внешне ИМП-2 выглядит как телескопическая штанга, к одному концу которой крепится поисковый элемент (рамка), к другому — электронный блок усиления сигнала и наушники. Миноискатель имеет ряд настроек, позволяющих компенсировать влияние грунтовых условий. ИМП-2 довольно прост как в применении, так и в обучении. Функционирование основано на явлении электромагнитной индукции. Обнаружение объекта фиксируется поисковым элементом, который посылает сигнал на блок усиления, который в свою очередь подаёт звуковой сигнал в наушники сапёра. Уточнение местоположения обнаруженной мины осуществляется путём поднятия датчика поискового элемента так, чтобы тон звукового сигнала стал ниже.

## Характеристики
Общий вес в рабочем состоянии не более 2 кг. Металлоискатель сохраняет работоспособность при температуре окружающей среды от −20 °C до +50 °C.
| Глубина обнаружения      | см          |
| противотанковые          | 50          |
| противопехотные          | 15          |
| авиабомба                | 120         |
| на грунте под водой      | 100         |
| Ширина зоны обнаружения  | см          |
| противотанковые          | не менее 60 |
| противопехотные          | не менее 25 |
| Темп поиска мин          | м.кв./ч     |
| в положении "стоя"       | 300         |
| в положении "лёжа"       | 150         |
| Время непрерывной работы | ч           |
| 6 элементов 316          | 10          |
| 6 элементов 373          | 80          |
| 2 батареи типа 3336      | 30-40       |
| Габаритные размеры       | мм          |
| датчика                  | 200х200х10  |
| блока обработки          | 195x130x45  |